# Panfilo Di Gregorio
Panfilo Di Gregorio (Cansano, 27 aprile 1908 – Daua Parma, 21 gennaio 1936) è stato un militare italiano, insignito della medaglia d'oro al valor militare alla memoria nel corso della guerra d'Etiopia.

## Biografia
Nacque a Cansano, provincia dell'Aquila, il 27 aprile 1908, figlio di Salvatore e di Maria Concetta Carusi. Dopo aver conseguito la licenza tecnica presso l'Istituto tecnico di Sulmona, all'età di diciannove anni entrò come allievo presso la Scuola della Milizia Forestale di Cittaducale e ne usciva come milite nel 1928, assegnato successivamente alla legione di Firenze. Dopo aver prestato servizio anche presso la legione di Brescia venne ammesso a frequentare la Scuola allievi sottufficiali di Vallombrosa dalla quale uscì, nell’agosto 1935, come vicebrigadiere. Con la coorte volontaria mobilitata per esigenze Africa Orientale, partiva per la Somalia italiana nell’ottobre dello stesso anno. Cadde in combattimento nei pressi di Daua Parma, un fiume affluente del Giuba, tra l'Etiopia e la Somalia, il 21 gennaio 1936, e fu decorato con la medaglia d'oro al valor militare alla memoria.